# Seidenspinner

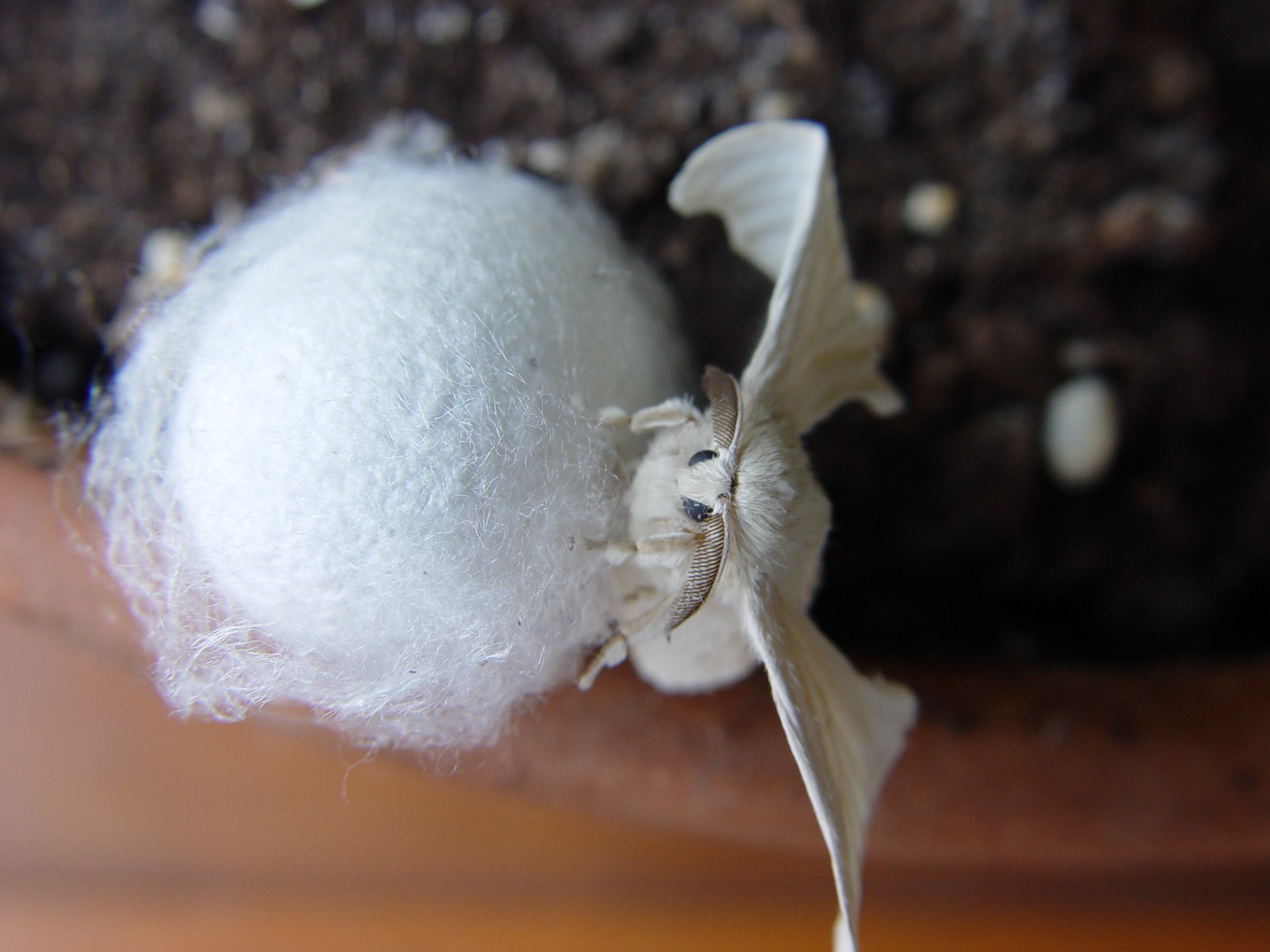
Bombyx mori

Der Seidenspinner oder Maulbeerspinner (Bombyx mori) ist ein ursprünglich in China beheimateter Schmetterling aus der Familie der Echten Spinner (Bombycidae).
Die Seidenraupe wurde vom Wildseidenspinner (Bombyx mandarina) domestiziert, der in Nordindien, Nordchina, Korea, Japan und den fernöstlichen Regionen Russlands beheimatet ist. Die domestizierte Seidenraupe stammt eher aus China als aus Japan oder Korea.
Der Mensch nutzte schon früh die Fähigkeiten der Raupen des Seidenspinners, der „Seidenraupen“, zur Erzeugung von Seide; bereits vor 5000 Jahren wurden in China Seidenraupen gezüchtet. Durch die Verbreitung der Seidenherstellung (Seidenbau) wurde er bis heute auch außerhalb seines ursprünglichen Lebensraumes verbreitet, unter anderem in Südeuropa.

## Seidenspinner
Der Seidenspinner ist 32 bis 38 Millimeter breit, mehlweiß oder perlgrau, besitzt blass gelbbraune Querstreifen auf den Flügeln und schwärzlich gekämmte Fühler (Antennen).
Die Paarung der Schmetterlinge dauert sechs bis acht Stunden. Danach legt das Weibchen in wenigen Tagen zirka 400 Eier und stirbt anschließend. Die zunächst gelben Eier werden bald dunkler und schließlich grau. Sie sind dann oval, abgeflacht, 1 bis 1,5 Millimeter lang und schiefergrau gefärbt, wobei die Farbe zum Teil ins Bläuliche, Violette oder Grünliche spielt. Unbefruchtete Eier bleiben gelb und trocknen aus. Aus den befruchteten Eiern schlüpfen nach dem Überwintern die Seidenraupen.

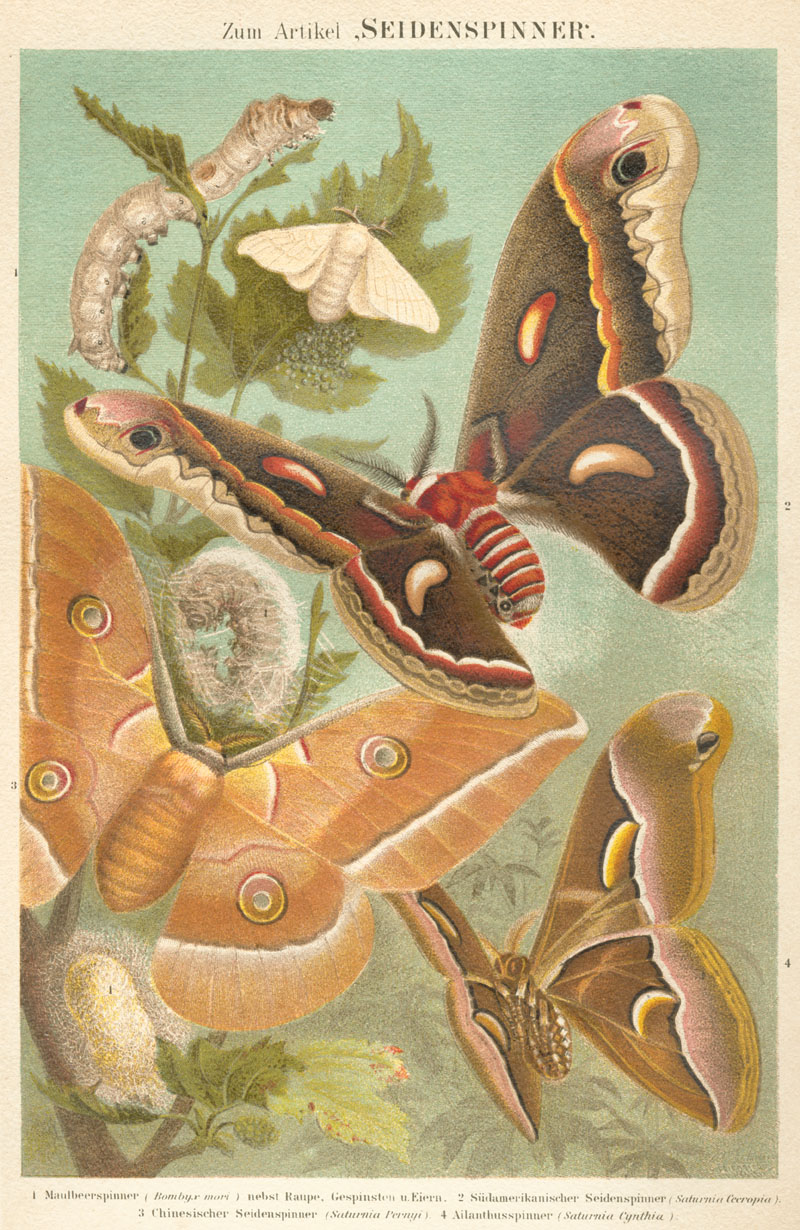

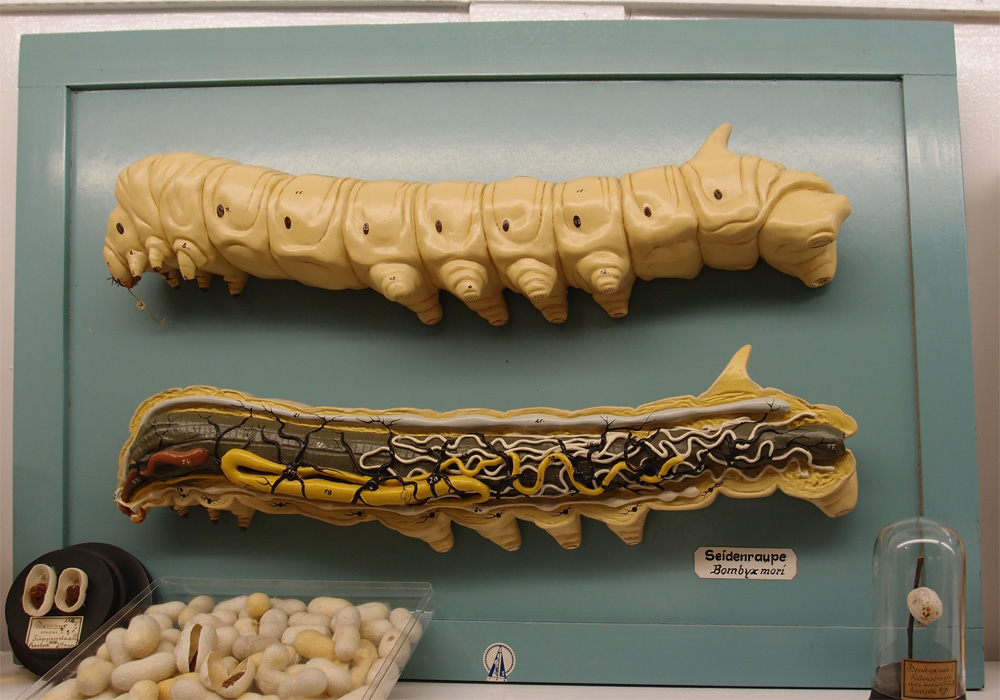
Anatomisches Modell einer Seidenspinnerraupe, Zoologische Sammlung Rostock

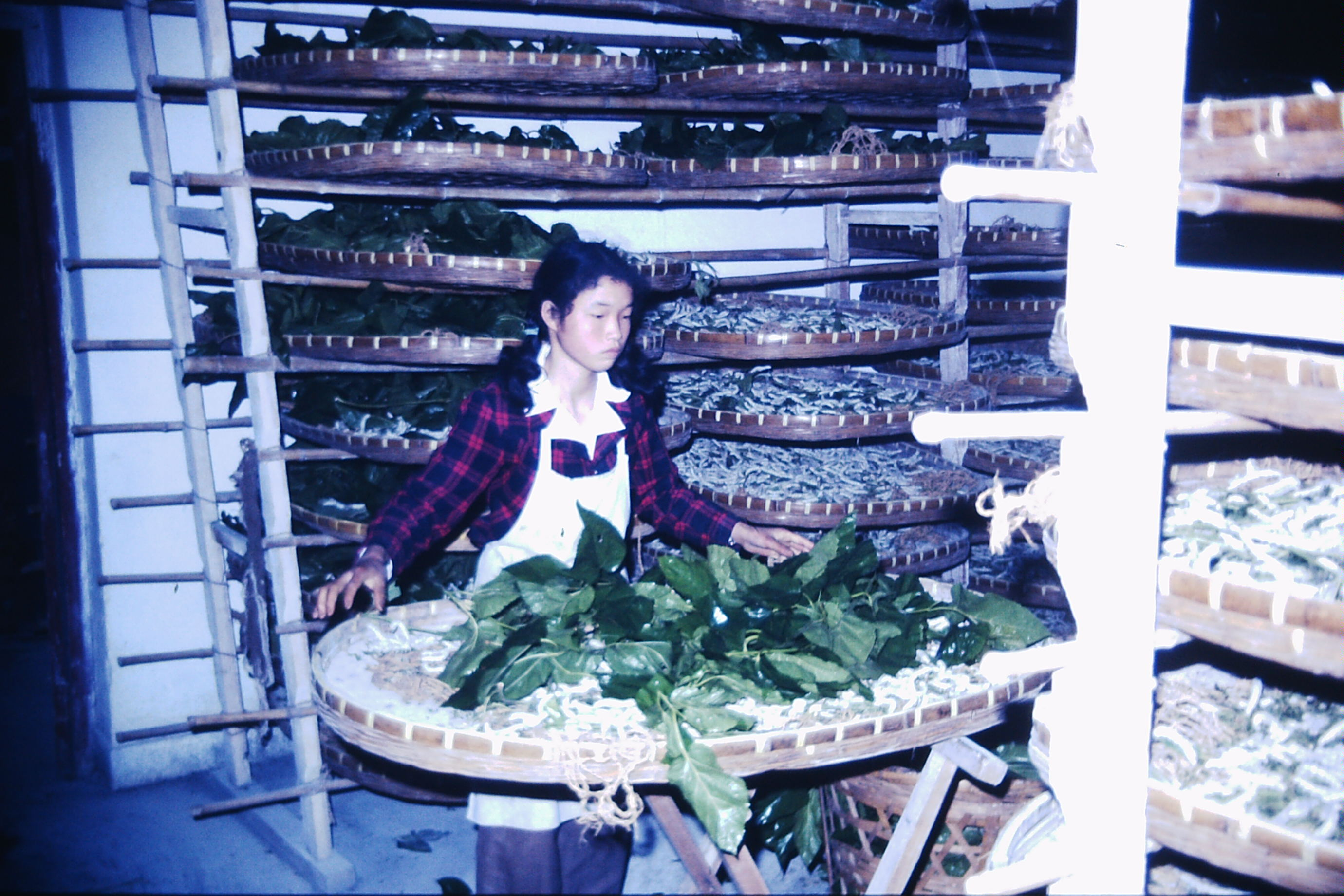
Seidenraupen werden mit Blättern des Maulbeerbaums gefüttert. Suzhou (Jiangsu), Juni, 1987

Als Seidenspinner werden auch verschiedene andere Schmetterlingsarten bezeichnet, die ebenfalls zur Gewinnung von Seide genutzt werden, darunter etwa der Götterbaum-Spinner (Samia cynthia), welcher sich von den Blättern des Götterbaumes (Ailanthus altissima) ernährt.
Folgende Arten werden als Seidenspinner bezeichnet:
- Seidenspinner (Bombyx mori) nebst Raupe, Gespinst und Eiern
- Hyalophora cecropia
- Chinesischer Eichenseidenspinner (Antheraea pernyi)
- Japanischer Eichenseidenspinner (Antheraea yamamai)
- Antheraea mylitta, A. roylei, A. proyeli, A. paphia, A. frithi [2][3][4]
- Antheraea assama[5]
- Götterbaum-Spinner (Samia cynthia)
- Atlasspinner (Attacus atlas)
- Circula trifenestrata[5]
- Gonometa postica, Gonometa rufobrunnea[6]
- Anaphe panda (Syn.: Anaphe infracta), Anaphe moloneyi (Syn.: Epanaphe moloneyi) u. a.[4][5]

## Seidenraupen
Die Seidenraupe ist die Larve des Seidenspinners. Die Raupe wird nach der ersten Häutung perlgrau, teils ins Bräunliche, teils ins Gelbliche neigend. Einige Formen sind schwärzlichgrau oder samtschwarz oder am ganzen Körper dunkel quergestreift. Das elfte Körpersegment besitzt auf der Rückenseite einen Hautzapfen (Sporn), und vom Kopf bis zu diesem Zapfen verläuft ein bläulichgraues Band, dem Rückengefäß oder Herzen entsprechend. Auf der Rückenseite des dritten und achten Ringes finden sich zwei halbmondförmige Flecken, welche aber bei einigen Unterarten fehlen.
Die Seidenraupe häutet sich viermal, und 30 bis 35 Tage nach dem Ausschlüpfen aus dem Ei ist sie spinnreif. Die Spinndrüsen der Raupe bestehen aus einem vielfach gewundenen Schlauch, dessen hinterer Teil die aus Proteinen bestehende Seidensubstanz absondert. Das Seidenmaterial wird durch dünne Ausführungsgänge zu der im Kopf gelegenen Spinnwarze und von dort aus dem Körper geleitet. Die aus der Spinnwarze austretende Substanz erhärtet an der Luft sofort zu einem Faden. Indem die Raupe beim Austreten des Materials gezielte Kopfbewegungen macht, legt sie Fadenwindung für Fadenwindung um sich herum. Nach dem anfänglichen Ausstoß einer unregelmäßigen, lockeren Fasermasse, der „Wattseide“, ist sie in kurzer Zeit von einem dichten Seidengespinst, dem Kokon, eingeschlossen. Dieser Kokon besteht aus einem einzigen bis zu 900 Meter langen Faden. Der Kokon ist länglich-oval, bei den einheimischen Rassen strohgelb, bei den japanischen Rassen grünlich, bei den Weißspinnern weiß. Acht Tage nach dem Einspinnen verpuppt sich die Seidenraupe, nach weiteren acht Tagen schlüpft der Schmetterling, wobei er den Kokon durch eine bräunliche Flüssigkeit an einer Stelle auflöst.

## Krankheiten
Die Seidenraupe ist recht anfällig gegen parasitäre Erkrankungen (wohl eine Folge der langen Domestikation):
- Flecksucht (Pébrine-Krankheit, Nosemose), hervorgerufen durch die Mikrosporidie Nosema bombycis;
- Kalksucht, hervorgerufen durch den Schimmelpilz Botrytis bassiana[7] (oder Beauveria bassiana);
- Gelbsucht (Polyederkrankheit, Borreliose), hervorgerufen durch die Borrelie Borrelina bombycis;
- Schlaffsucht (Flacherie,[8] ungeklärte Ursache).

Außerdem sind verschiedene Insekten (hauptsächlich Käfer und Falter) als Seidenraupenschädlinge bekannt.

## Nutzung zur Seidengewinnung
Siehe Serikultur und Seide.

### Rohseide
Der Mensch macht sich die Fähigkeit der Seidenraupe für die Erzeugung von Seidengarn zunutze. Um das Garn zu gewinnen, werden die Puppen etwa am zehnten Tag nach Fertigstellung des Kokons mit kochendem Wasser oder heißem Dampf getötet. Der Spinnfaden wird vorsichtig abgewickelt und vor der Weiterverarbeitung in der Seidenweberei sorgfältig gereinigt.

### Erzeugerländer
Die Raupen werden zur Gewinnung von Seide in China, Kambodscha, Vietnam, Japan, Indien, Südeuropa und seit den 1950er-Jahren durch japanische Einwanderer in Brasilien gezüchtet. Brasilien ist heute dank der industriellen Produktion und hervorragender klimatischer Bedingungen ein bedeutendes Erzeugerland von Seide. Durch Kreuzungen erhält man bei den Seidenfäden unterschiedliche Farben, wie etwa goldgelbe und andere Nuancen. Die Raupen ernähren sich ausschließlich von den Blättern der Maulbeerbäume, die für ihre Zucht kultiviert und auch nach Europa importiert wurden.

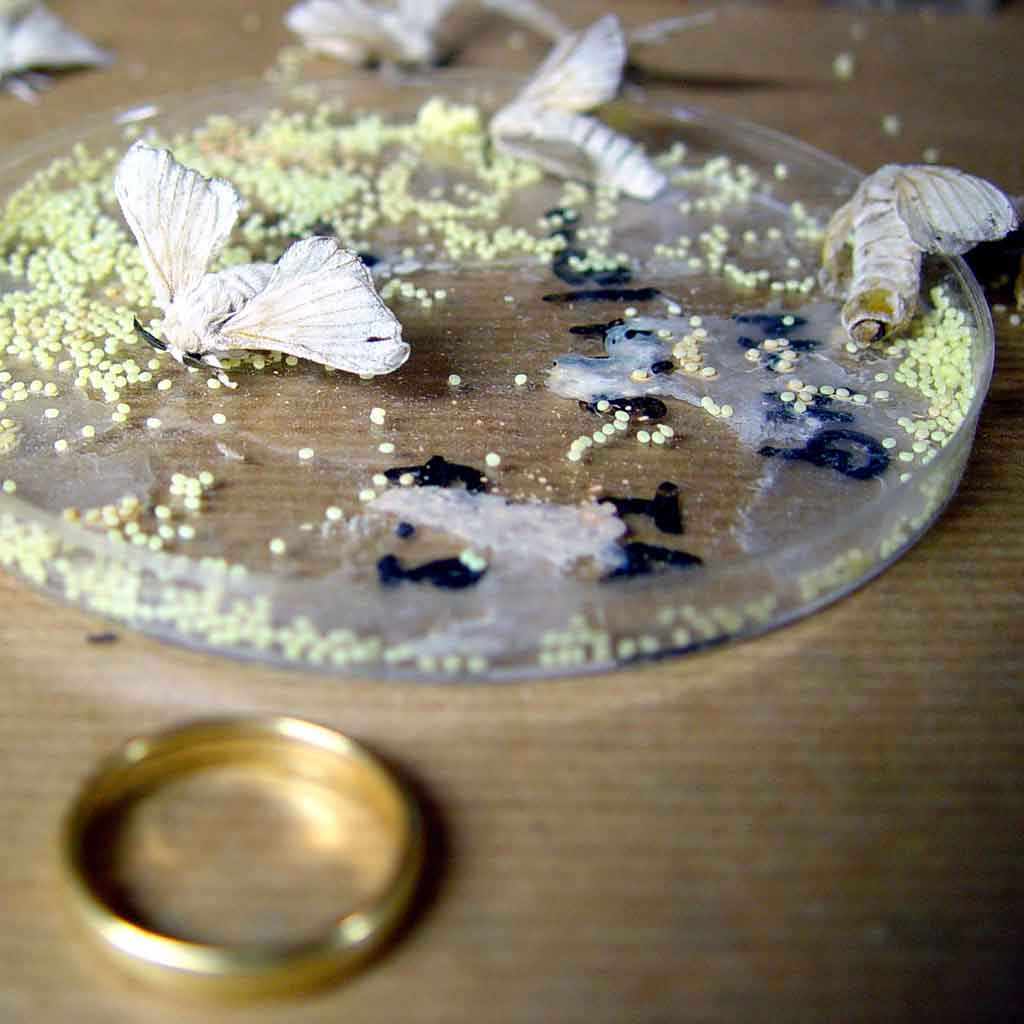
Seidenspinner-Eier
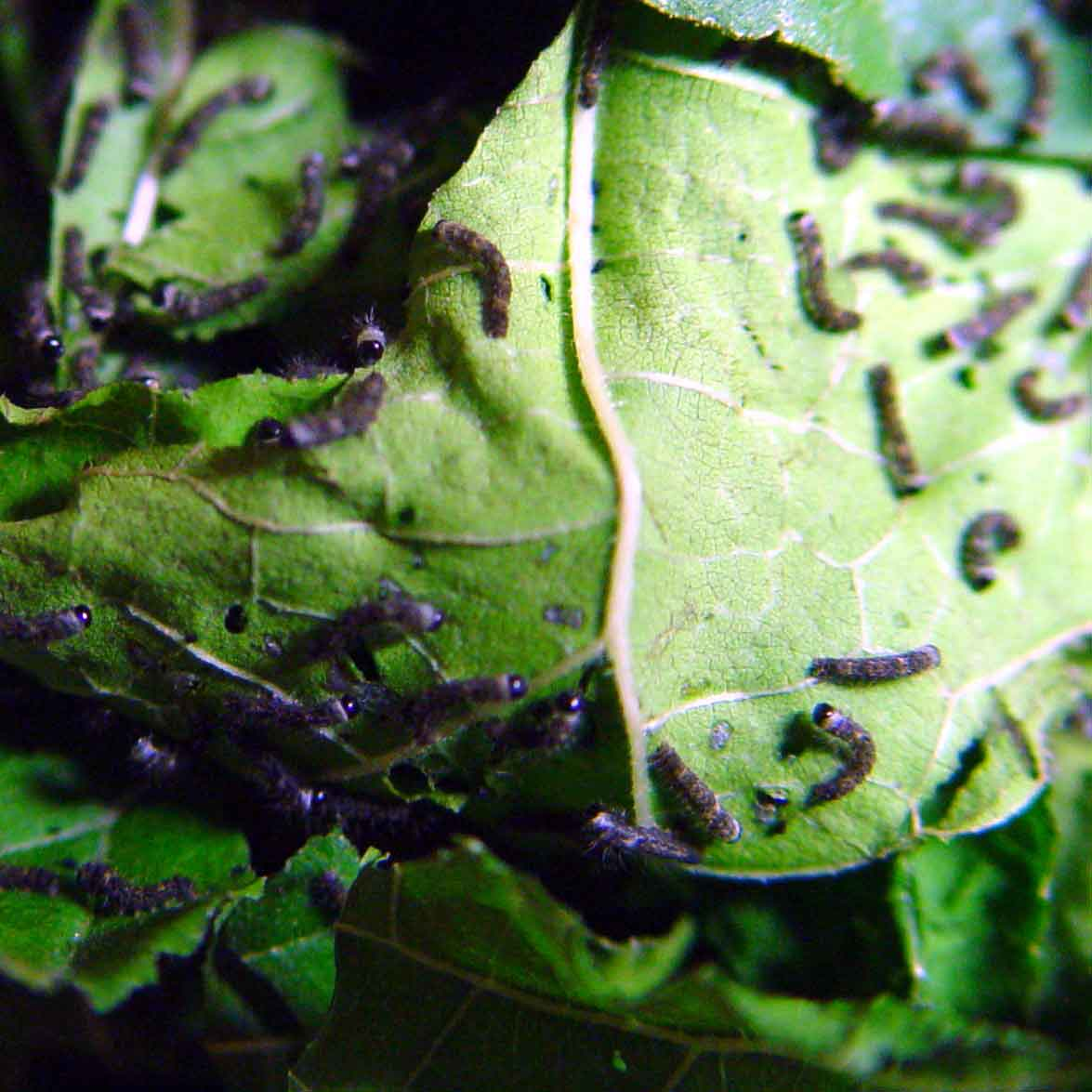
Seidenspinner-Raupe, 7 Tage alt
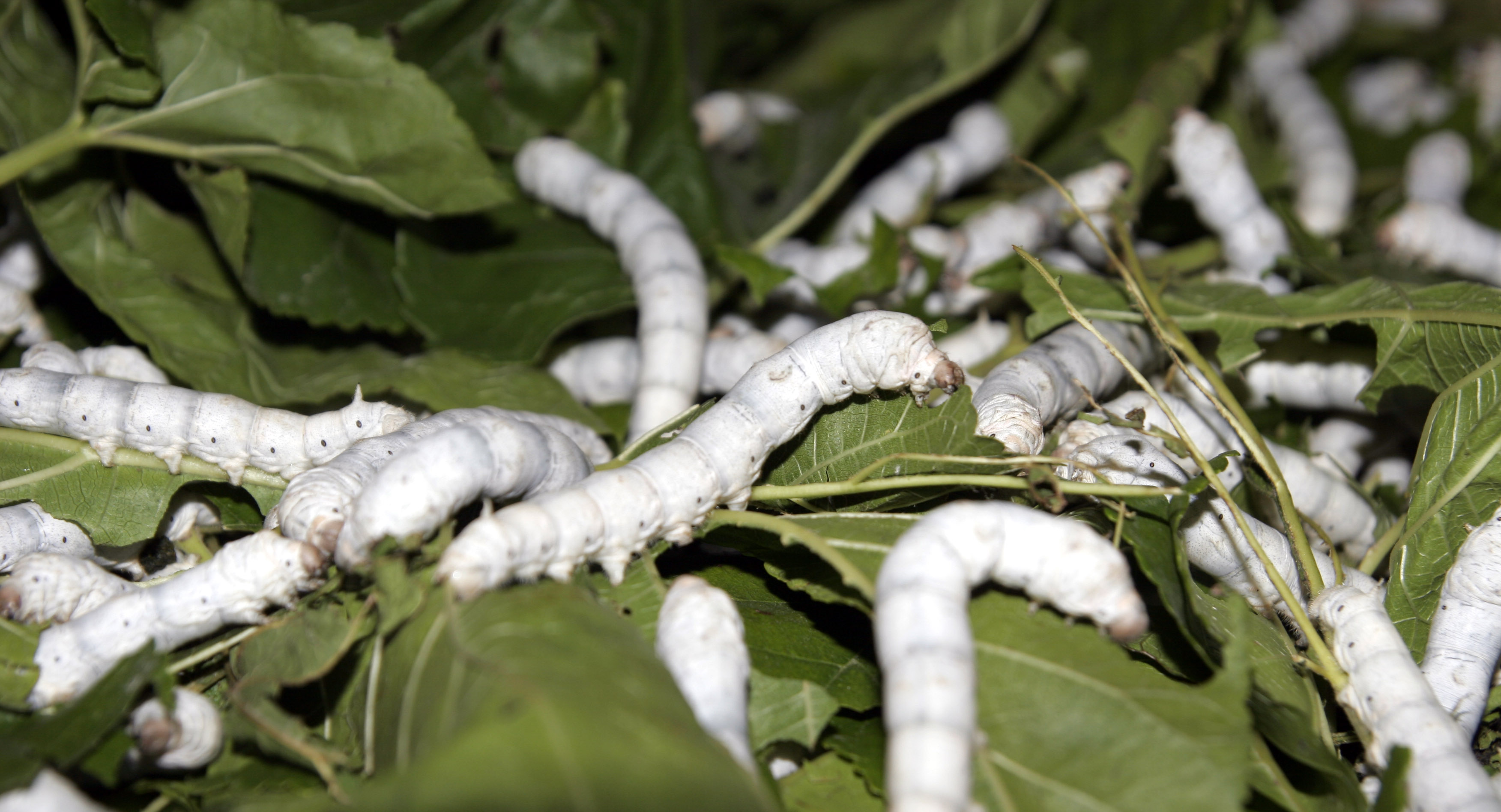
Seidenspinner-Raupen, 21 Tage alt, auf Maulbeerblättern
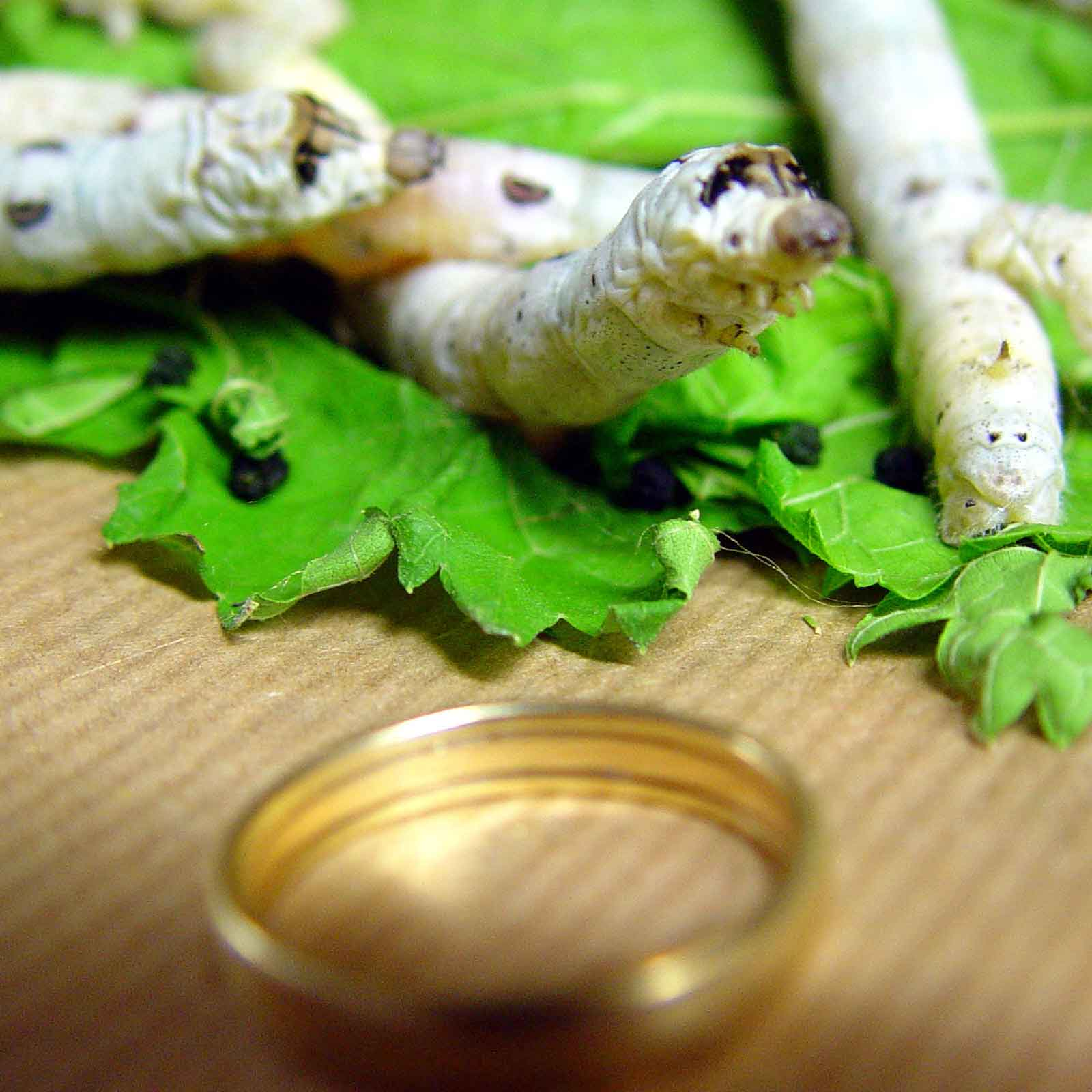
Seidenspinner-Raupe, 30 Tage alt
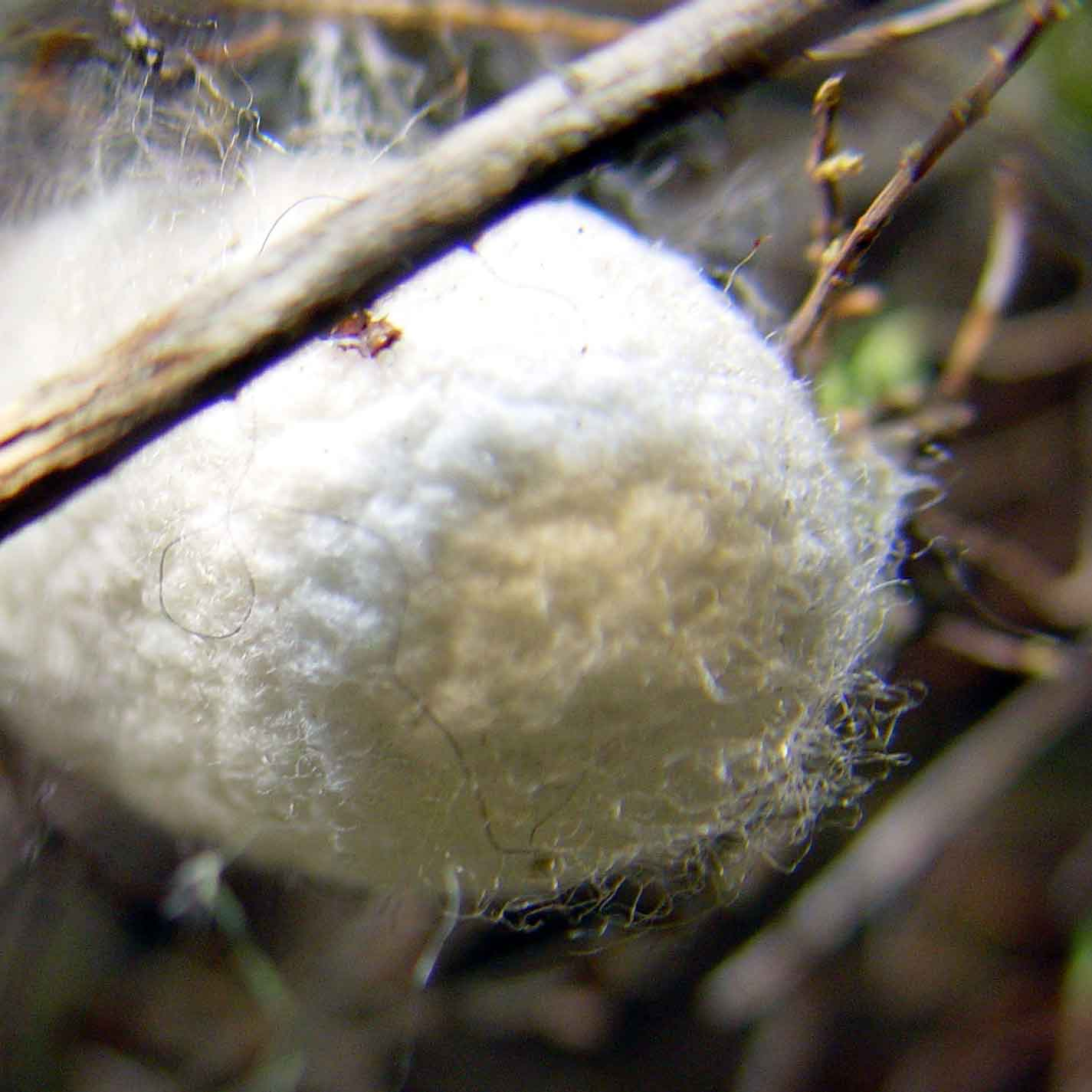
Seidenspinner-Kokon
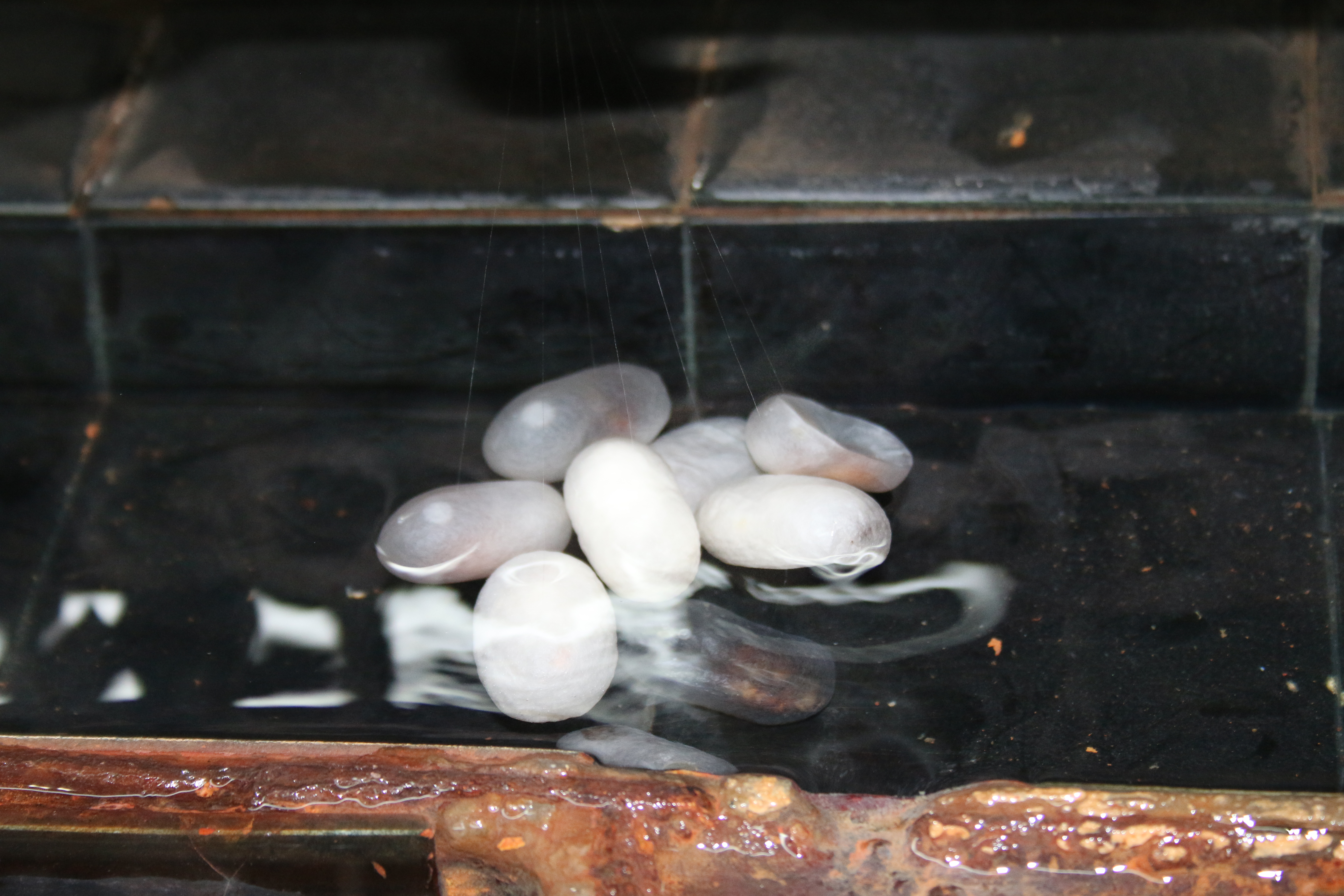
Seidenkokons bei der Entschälung, bei der Produktion von Seide
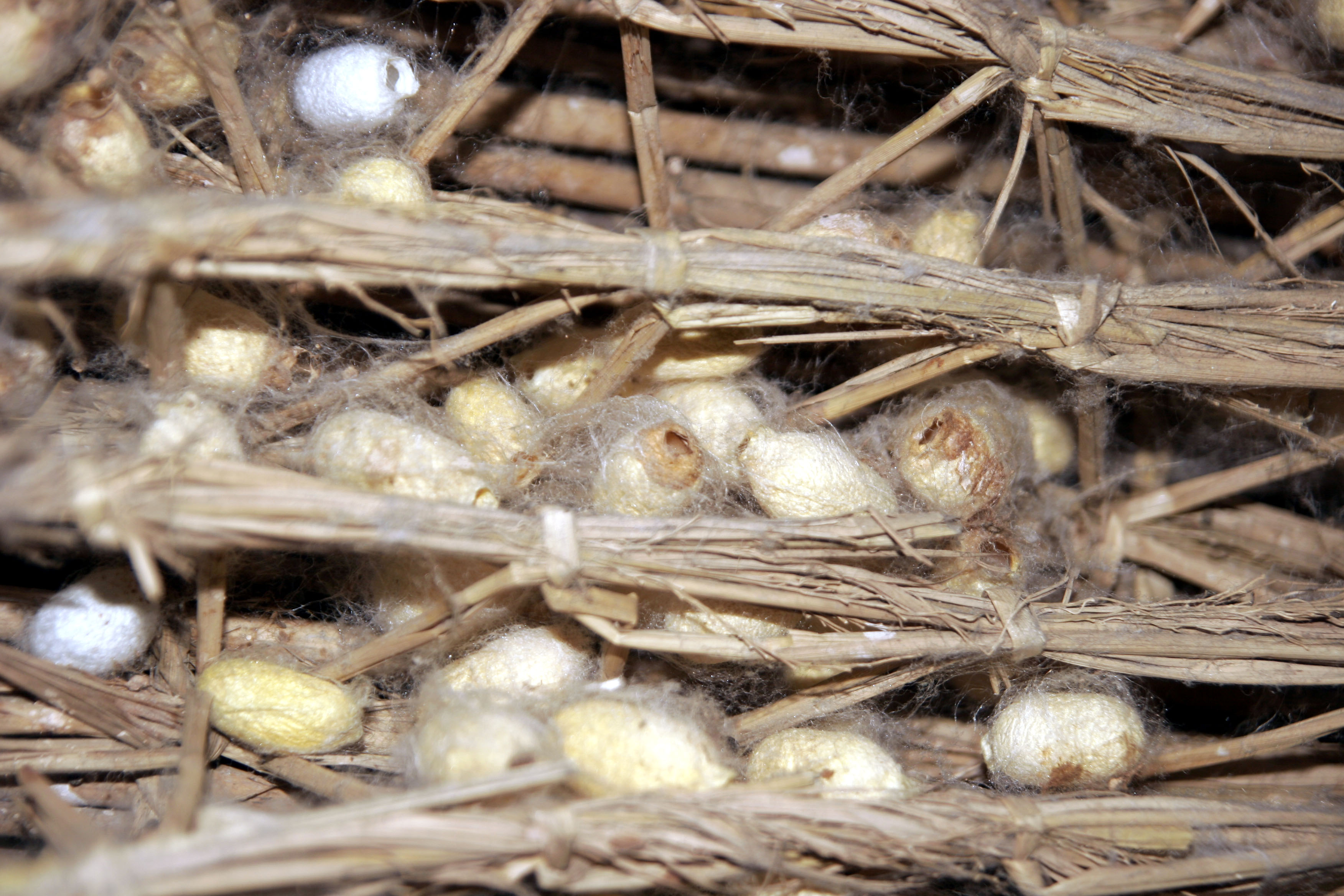
Leere Kokons aus der Raupen-Aufzucht
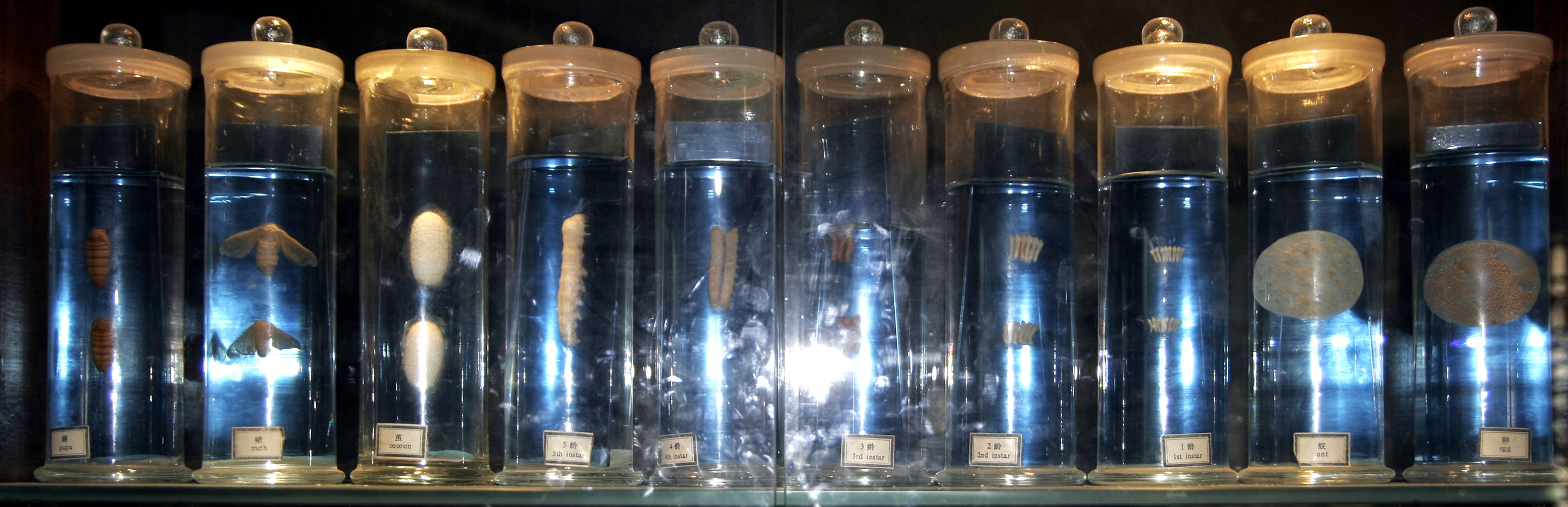
Die Entwicklungsstadien der Seidenspinner
Chemische Strukturformel des Sexuallockstoffs Bombykol
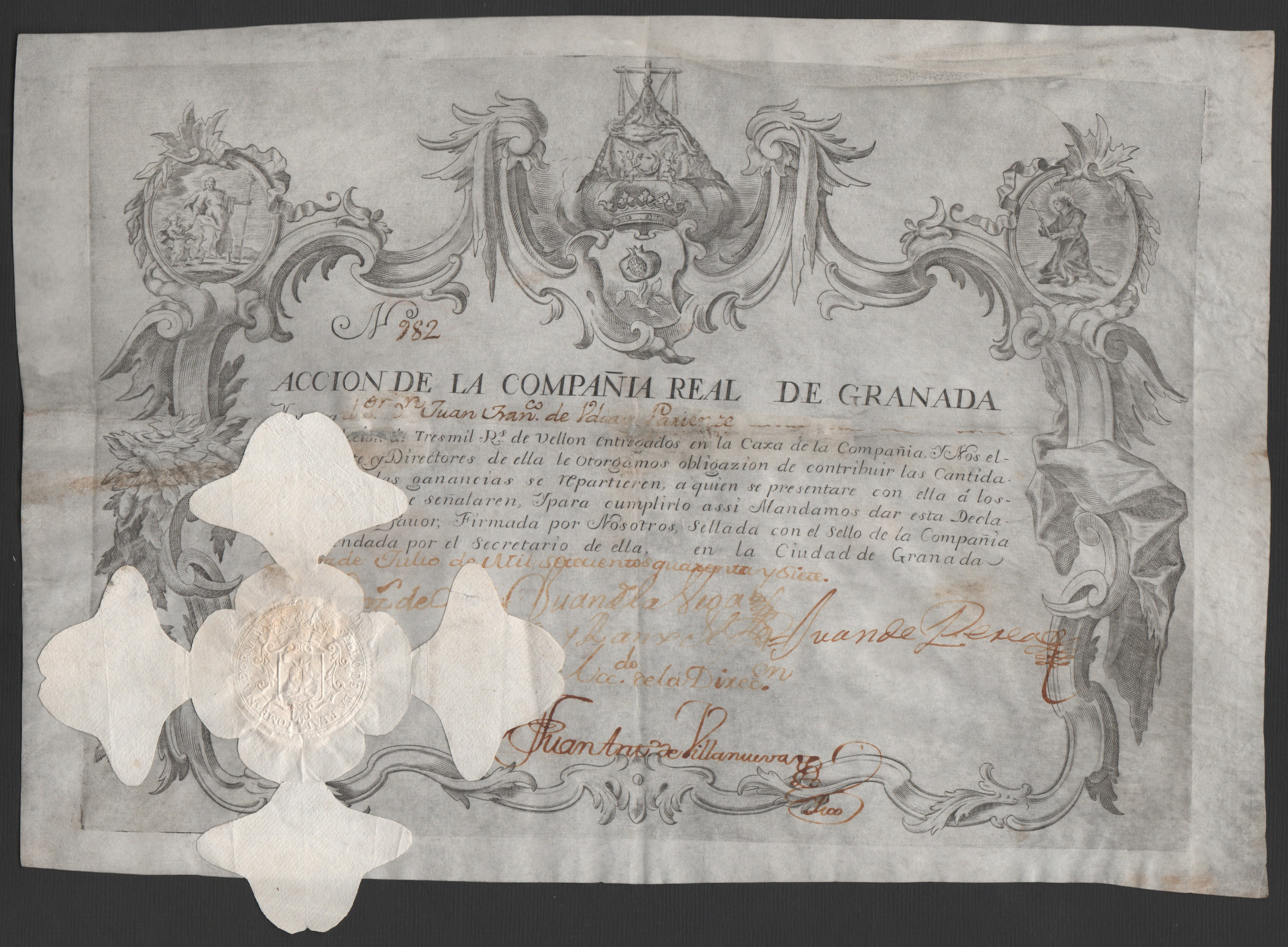
Aktie der spanischen Compania Real de Granada von 1747 - sie betrieb eine Seidenraupenzucht und eine Seidenmanufaktur, auf der linken Seite der Umrandung sind auf Maulbeerblättern haftende Seidenraupen in Kokons dargestellt.

## Nutzung als Lebensmittel

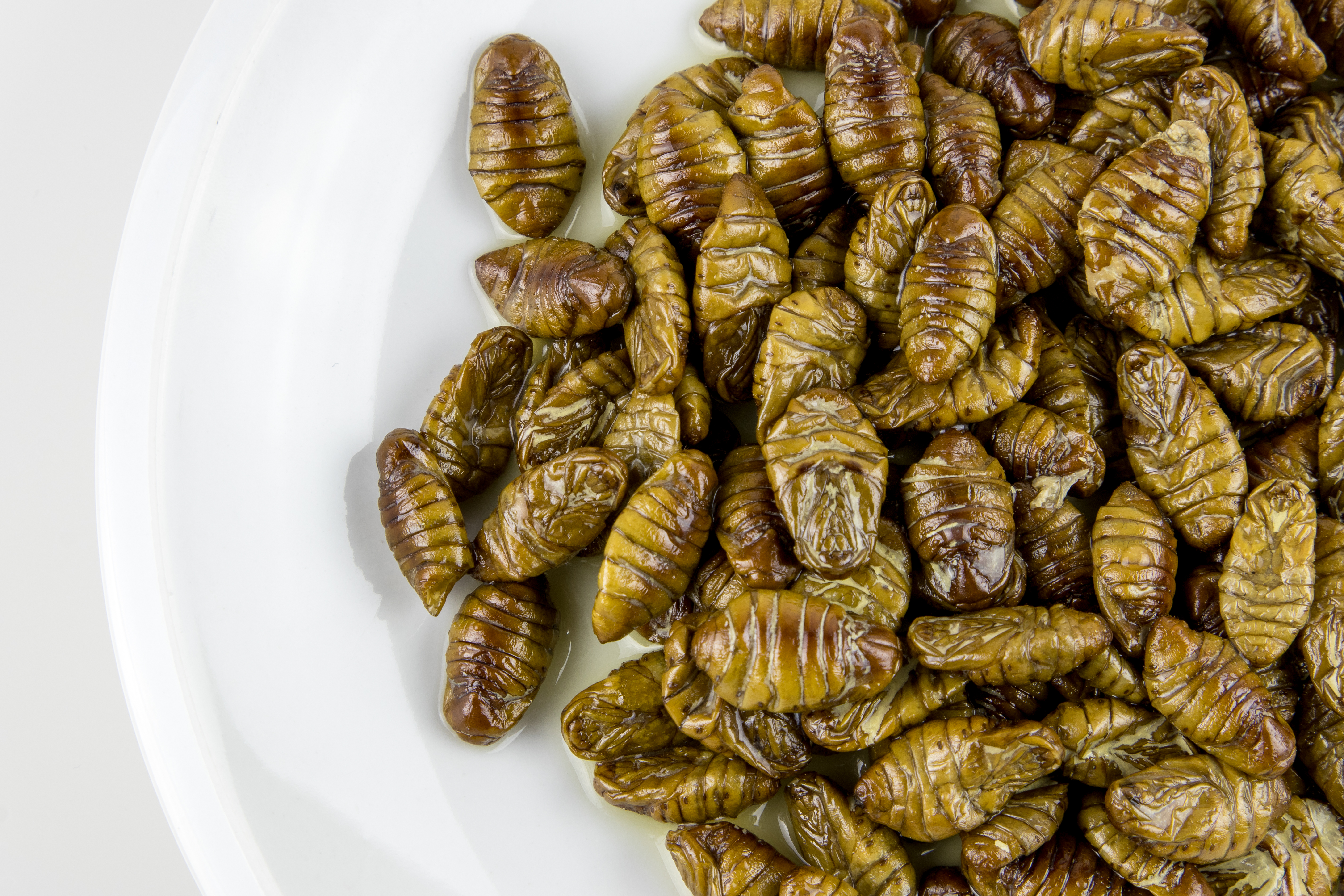
Seidenspinnerpuppen als Lebensmittel aus einer Konservendose

In Asien werden Seidenspinner als Speiseinsekten genutzt: Wo es Seidenproduktion gibt, werden die in den Kokons enthaltenen Larven des Seidenspinners nach dem Kochen der Kokons als Nahrungsmittel weiterverwertet.

## Wissenschaftliche Bedeutung
Der Seidenspinner Bombyx mori war Forschungsobjekt des Biochemikers Adolf Butenandt. 1959 entdeckte er dessen Sexuallockstoff Bombykol. Das Genom des Seidenspinners wurde 2004 sequenziert.
Es wurden verschiedene transgene Seidenraupen gezüchtet, entweder um die Seidenqualität zu verbessern oder um fluoreszierende Seide zu erzeugen, auch um menschliches Kollagen daraus zu gewinnen.

## Sonstiges
Aus den Spinndrüsen der Raupe, welche die embryonale Seide enthält, wird Silkwormgut hergestellt. Dieses wurde (wird wieder) als medizinisches Nahtmaterial verwendet, auch wird es in der Fliegenfischerei verwendet.
Die britische Elektro-Pop-Gruppe The Human League widmete dem Todeskampf der Seidenraupenpuppe 1978 den Song Being Boiled. Der Anfang lautet ins Deutsche übersetzt in etwa: „Hört auf Buddhas Stimme, die sagt: Hört auf mit der Seidenraupenzucht! Kleine Leute (gemeint sind die Seidenraupenpuppen) wie euer eigener Nachwuchs werden lebendig gekocht für irgendjemandes Socken“.